# Lista de códigos legais antigos
Os códigos legais foram uma característica comum dos sistemas jurídicos do antigo Oriente Médio. Muitos deles são exemplos de lei cuneiforme. O Código Sumério de Ur-Namu (c. 2100–2050 a.C), depois o Código Babilônico de Hamurabi (c. 1760 a.C), estão entre os primeiros originários do Crescente Fértil. No império romano, várias codificações foram desenvolvidas, como a Lei das Doze Tábuas do Direito Romano (compiladas pela primeira vez em 450 a.C) e o Corpus Juris Civilis de Justiniano, também conhecido como Código Justiniano (429-534 d.C). Na China antiga, o primeiro código criminal abrangente foi o Código Tang, criado em 624 d.C. na Dinastia Tang. Na Índia, os Éditos de Açoca (269-236 a.C) foram seguidos pela Lei de Manu (200 a.C).
A seguir está uma lista de códigos legais antigos em ordem cronológica:
- Código de Urucaguina (2380-2360 a.C)
- Código de Ur-Namu, rei de Ur (c. 2050 a.C). Cópias com pequenas variações encontradas em Nippur, Sippar e Ur
- Leis de Esnuna (c. 1930 a.C)
- Códice de Lipite-Istar de Isim (c. 1870 a.C)
- Lei babilônica
  - Código de Hamurabi (c. 1750 a.C na cronologia média)
- Leis hititas, também conhecidas como o 'Código do Nesilim' (desenvolvido c. 1650-1500 a.C, em vigor até c. 1100 a.C)
- Lei de Moisés / Torá (10º-6º século a.C)
  - Halacá (lei religiosa judaica, incluindo a lei bíblica e mais tarde a lei talmúdica e rabínica , bem como costumes e tradições)
- A lei assíria, também conhecida como as Leis da Assíria Média (MAL) ou o Código dos Assírios (desenvolvido c. 1450–1250 a.C, cópia existente mais antiga c. 1075 a.C)
- Constituição ou Código de Draco (final do século VII a.C)
- Constituição de Sólon (início do século VI a.C)
- Código de Gortina (século V a.C)
- Lei das Doze Tábuas do Direito Romano (451 AEC)
- Éditos de Açoca de Lei Budista (269-236 a.C)
- Código de Manu (c. 200 a.C)
- Tirukkural, leis e ética antigas do tâmil compiladas por Tiruvaluvar (31 a.C - 500 d.C)
- Corpus Juris Civilis (compilado 529-534 CE)
  - Código de Justiniano
  - Digesto ou Pandectas
  - Institutas de Justiniano
  - Novas Constituições de Roma
- Xaria ou Lei Islâmica
- Lei tradicional chinesa
  - Código Tang (624 a 637)
- Código Gentoo (origens desconhecidas; traduzido do sânscrito para o persa, inglês, alemão e francês em 1776–1778)
- Lei irlandesa precoce ou Lei Brehon (século VIII d.C).[1][2]